# Bóng bàn tại Đại hội Thể thao châu Á 2010
Bóng bàn tại Đại hội Thể thao châu Á 2010 được tổ chức ở Quảng Châu, Trung Quốc từ 13 tháng 11 đến 20, 2010. Nội dung đơn, đôi và đội được tổ chức tại Guangzhou Gymnasium.

## Huy chương giành được
| Nội dung    | Vàng                                                                             | Bạc                                                                                       | Đồng                                                                                                |
| ----------- | -------------------------------------------------------------------------------- | ----------------------------------------------------------------------------------------- | --------------------------------------------------------------------------------------------------- |
| Đơn nam     | Mã Long · Trung Quốc                                                             | Vương Hạo · Trung Quốc                                                                    | Joo Se-Hyuk · Hàn Quốc                                                                              |
| Đơn nam     | Mã Long · Trung Quốc                                                             | Vương Hạo · Trung Quốc                                                                    | Mizutani Jun · Nhật Bản                                                                             |
| Đôi nam     | Trung Quốc (CHN) · Vương Hạo · Trương Kế Khoa                                    | Trung Quốc (CHN) · Mã Lâm · Tô Tân                                                        | Hàn Quốc (KOR) · Jung Young-Sik · Kim Min-Seok                                                      |
| Đôi nam     | Trung Quốc (CHN) · Vương Hạo · Trương Kế Khoa                                    | Trung Quốc (CHN) · Mã Lâm · Tô Tân                                                        | Nhật Bản (JPN) · Matsudaira Kenta · Niwa Koki                                                       |
| Đội nam     | Trung Quốc (CHN) · Mã Lâm · Mã Long · Vương Hạo · Tô Tân · Trương Kế Khoa        | Hàn Quốc (KOR) · Jung Young-Sik · Joo Se-Hyuk · Kim Min-Seok · Lee Jung-Woo · Oh Sang-Eun | Nhật Bản (JPN) · Kishikawa Seiya · Matsudaira Kenta · Mizutani Jun · Niwa Koki · Yoshida Kaii       |
| Đội nam     | Trung Quốc (CHN) · Mã Lâm · Mã Long · Vương Hạo · Tô Tân · Trương Kế Khoa        | Hàn Quốc (KOR) · Jung Young-Sik · Joo Se-Hyuk · Kim Min-Seok · Lee Jung-Woo · Oh Sang-Eun | CHDCND Triều Tiên (PRK) · Jang Song-Man · Kim Chol-Jin · Kim Hyok-Bong · Kim Nam-Chol · Ri Chol-Guk |
| Đơn nữ      | Lý Tiểu Hạ · Trung Quốc                                                          | Quách Nhạc · Trung Quốc                                                                   | Kim Kyung-Ah · Hàn Quốc                                                                             |
| Đơn nữ      | Lý Tiểu Hạ · Trung Quốc                                                          | Quách Nhạc · Trung Quốc                                                                   | Fukuhara Ai · Nhật Bản                                                                              |
| Đôi nữ      | Trung Quốc (CHN) · Quách Nhạc · Lý Tiểu Hạ                                       | Trung Quốc (CHN) · Đinh Ninh · Lưu Thế Văn                                                | Nhật Bản (JPN) · Fukuhara Ai · Ishikawa Kasumi                                                      |
| Đôi nữ      | Trung Quốc (CHN) · Quách Nhạc · Lý Tiểu Hạ                                       | Trung Quốc (CHN) · Đinh Ninh · Lưu Thế Văn                                                | Nhật Bản (JPN) · Fujii Hiroko · Wakamiya Misako                                                     |
| Đội nữ      | Trung Quốc (CHN) · Đinh Ninh · Quách Yên · Quách Nhạc · Lý Tiểu Hạ · Lưu Thế Vân | Singapore (SIN) · Feng Tianwei · Li Jiawei · Sun Beibei · Wang Yuegu · Yu Mengyu          | Hàn Quốc (KOR) · Kim Kyung-Ah · Moon Hyun-Jung · Park Mi-Young · Seok Ha-Jung · Yang Ha-Eun         |
| Đội nữ      | Trung Quốc (CHN) · Đinh Ninh · Quách Yên · Quách Nhạc · Lý Tiểu Hạ · Lưu Thế Vân | Singapore (SIN) · Feng Tianwei · Li Jiawei · Sun Beibei · Wang Yuegu · Yu Mengyu          | CHDCND Triều Tiên (PRK) · Han Hye-Song · Hyon Ryon-Hui · Kim Hye-Song · Kim Jong · Sin Hye-Song     |
| Đôi hỗn hợp | Trung Quốc (CHN) · Tô Tân · Quách Yên                                            | Hồng Kông (HKG) · Cheung Yuk · Jiang Huajun                                               | Nhật Bản (JPN) · Kishikawa Seiya · Fukuhara Ai                                                      |
| Đôi hỗn hợp | Trung Quốc (CHN) · Tô Tân · Quách Yên                                            | Hồng Kông (HKG) · Cheung Yuk · Jiang Huajun                                               | Nhật Bản (JPN) · Matsudaira Kenta · Ishikawa Kasumi                                                 |

## Bảng huy chương
| 1    | Trung Quốc (CHN)        | 7 | 4 | 0  | 11 |
| 2    | Hàn Quốc (KOR)          | 0 | 1 | 4  | 5  |
| 3    | Hồng Kông (HKG)         | 0 | 1 | 0  | 1  |
| 3    | Singapore (SIN)         | 0 | 1 | 0  | 1  |
| 5    | Nhật Bản (JPN)          | 0 | 0 | 8  | 8  |
| 6    | CHDCND Triều Tiên (PRK) | 0 | 0 | 2  | 2  |
| Tổng | Tổng                    | 7 | 7 | 14 | 28 |

## Quốc gia tham dự
Tổng 172 vận động viên từ 29 tham dự môn bóng bàn tại Đại hội Thể thao châu Á 2010:
| - Trung Quốc (10) - Đài Bắc Trung Hoa (10) - Hồng Kông (10) - Ấn Độ (10) - Iran (3) - Nhật Bản (10) - Lào (9) - Liban (2) - Ma Cao (4) - Malaysia (4) - Maldives (3) - Mông Cổ (5) - Nepal (10) - CHDCND Triều Tiên (10) | - Palestine (3) - Qatar (10) - Ả Rập Xê Út (4) - Singapore (10) - Hàn Quốc (10) - Sri Lanka (2) - Syria (3) - Tajikistan (5) - Thái Lan (5) - Đông Timor (2) - Turkmenistan (2) - UAE (2) - Uzbekistan (4) - Việt Nam (8) |

## Liên kết
- Official site: Sports News. Schedule and Results Lưu trữ ngày 29 tháng 7 năm 2014 tại Wayback Machine